# Diocese de Valença
A Diocese de Valença (Dioecesis Valentinus in Brasilia) é uma divisão territorial da Igreja Católica no estado do Rio de Janeiro. A diocese foi criada em 27 de março de 1925, 122 anos após a criação da capela que veio a tornar-se catedral diocesana. A sé episcopal está na cidade de Valença, no estado do Rio de Janeiro.

## Organização
Atualmente a Diocese de Valença é composta por nove municípios da região Centro-Sul Fluminense: Levy Gasparian, Miguel Pereira, Paraíba do Sul, Paty do Alferes, Rio das Flores, Sapucaia, Três Rios, Valença e Vassouras, que estão divididos em três regionais.

### Regionais e paróquias

#### Regional I

##### Valença
| Paróquia                                        | Localização da Igreja Matriz |
| Paróquia da Catedral de Nossa Senhora da Glória | Centro                       |
| Paróquia de Nossa Senhora Aparecida             | Aparecida                    |
| Paróquia de São Sebastião do Monte D'Douro      | Monte D'Ouro                 |
| Paróquia de Santa Rosa de Lima                  | Benfica                      |
| Paróquia de Nossa Senhora do Patrocínio         | Barão de Juparanã            |
| Paróquia de Santa Isabel Rainha de Portugal     | Santa Isabel do Rio Preto    |
| Paróquia Santa Teresinha do Menino Jesus        | Parapeúna                    |
| Paróquia de Santo Antônio do Rio Bonito         | Conservatória                |
| Paróquia de São Sebastião do Rio Bonito         | Pentagna                     |

###### Rio das Flores
| Paróquia                         | Localização da Igreja Matriz |
| Paróquia de Santa Tereza D'Ávila | Centro                       |

#### Regional II

##### Três Rios
| Paróquia                         | Localização da Igreja Matriz |
| Paróquia de São Sebastião        | Centro                       |
| Paróquia de São José Operário    | Triângulo                    |
| Paróquia de Santa Luzia          | Vila Isabel                  |
| Paróquia Nossa Senhora da Fátima | Monte Castelo                |

##### Paraíba do Sul
| Paróquia                             | Localização da Igreja Matriz |
| Paróquia de São Pedro e São Paulo    | Centro                       |
| Paróquia de Santo Antônio dos Pobres | Salutaris                    |

##### Levy Gasparian
| Paróquia                                 | Localização da Igreja Matriz |
| Paróquia de Nossa Senhora Aparecida      | Centro                       |
| Paróquia de Nossa Senhora de Mont'Serrat | Mont'Serrat                  |

##### Sapucaia
| Paróquia                                     | Localização da Igreja Matriz |
| Paróquia de Santo Antônio                    | Centro                       |
| Paróquia da Imaculada Conceição da Aparecida | Vila Nossa Senhora Aparecida |

#### Regional III

##### Vassouras
| Paróquia                               | Localização da Igreja Matriz |
| Paróquia de Nossa Senhora da Conceição | Centro                       |
| Quase-Paróquia de Santa Rita de Cássia | Madruga                      |

##### Miguel Pereira
| Paróquia                            | Localização da Igreja Matriz |
| Paróquia de Santo Antônio de Estiva | Centro                       |
| Paróquia de Nossa Senhora da Glória | Governador Portela           |

##### Paty de Alferes
| Paróquia                               | Localização da Igreja Matriz |
| Paróquia de Nossa Senhora da Conceição | Centro                       |
| Paróquia de Nossa Senhora da Conceição | Avelar                       |

## Bispos
|        | Nome                                      | Período    | Notas                              |
| Bispos | Bispos                                    | Bispos     | Bispos                             |
| ------ | ----------------------------------------- | ---------- | ---------------------------------- |
| 7º     | Nelson Francelino Ferreira                | 2014-atual |                                    |
| 6º     | Elias James Manning, O.F.M.Conv.          | 1990-2014  |                                    |
| 5º     | Amaury Castanho                           | 1979-1989  | Nomeado Bispo coadjutor de Jundiaí |
| 4º     | José Costa Campos                         | 1960-1979  | Nomeado Bispo de Divinópolis       |
| 3º     | Rodolfo das Mercês de Oliveira Pena       | 1942-1960  |                                    |
| 2º     | Renato de Pontes                          | 1938-1940  |                                    |
| 1º     | André Arcoverde de Albuquerque Cavalcanti | 1925-1936  | Nomeado Bispo de Taubaté           |

## Igrejas da Diocese

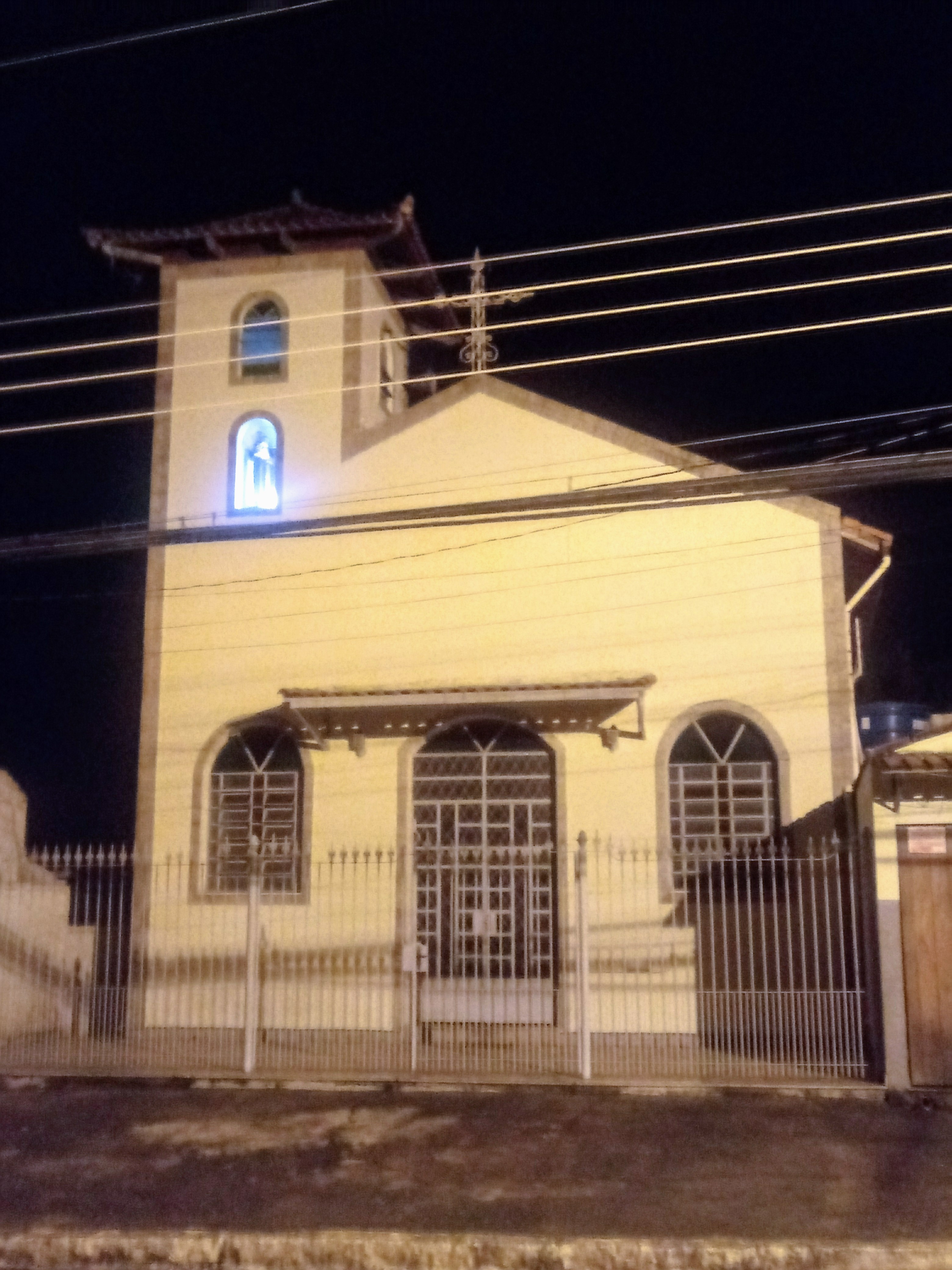
Igreja de Santo Antônio do Carambita, erguida em 1898, localizada em Valença.
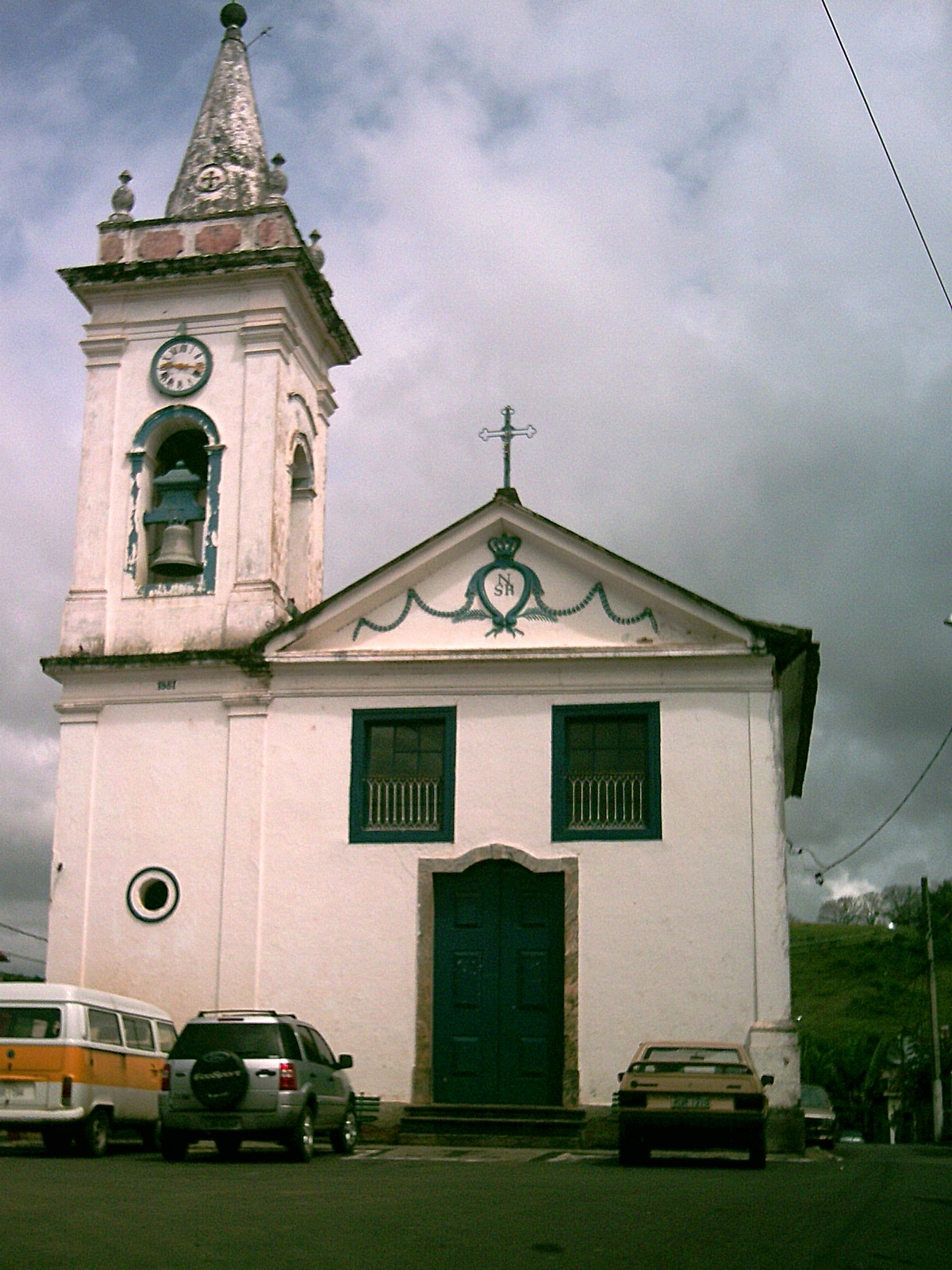
Igreja do Rosário na cidade de Paraíba do Sul.
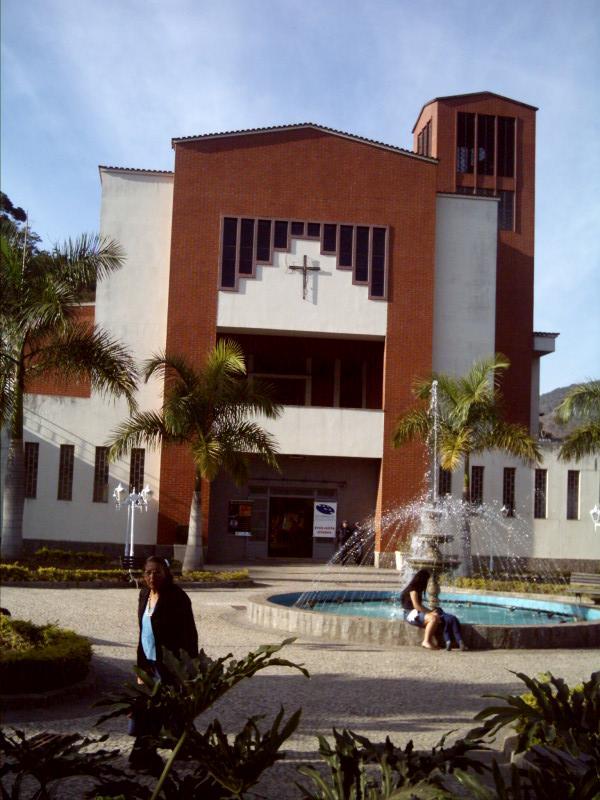
Igreja Matriz de Santo Antônio na cidade de Miguel Pereira.
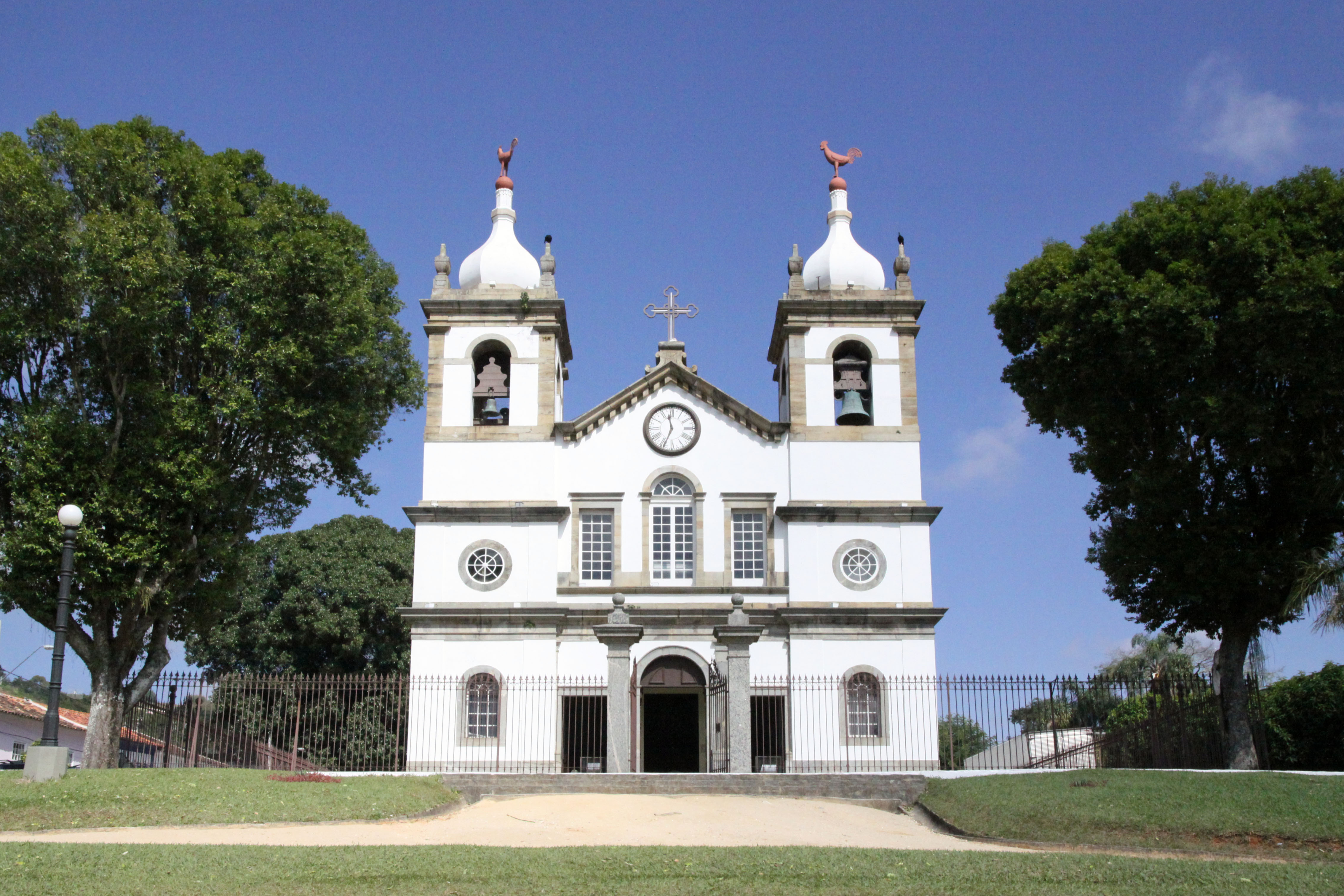
Igreja Matriz de Nossa Senhora da Conceição, erguida em 1846, localizada em Vassouras.
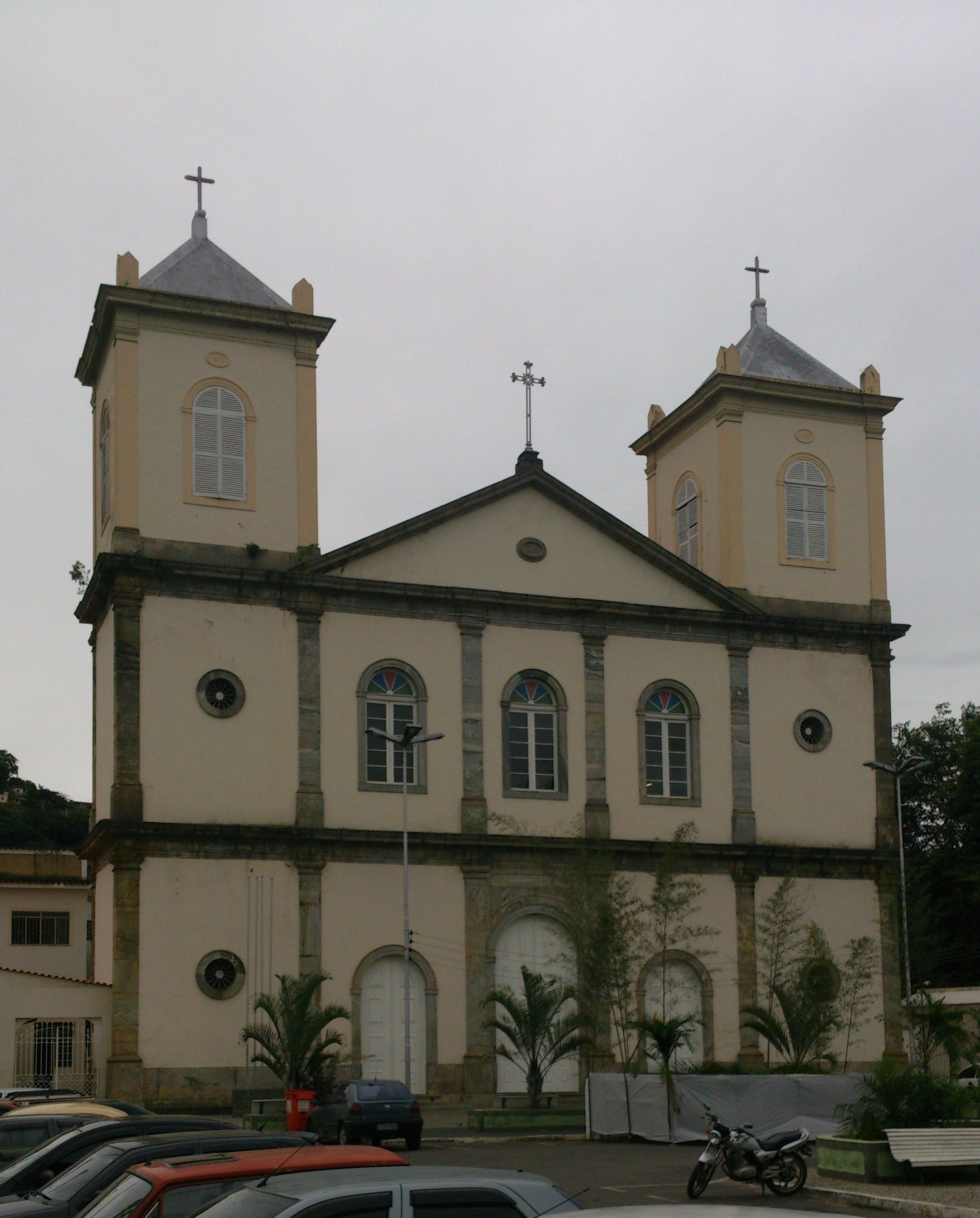
Igreja Matriz de São Pedro e São Paulo no Município de Paraíba do Sul.
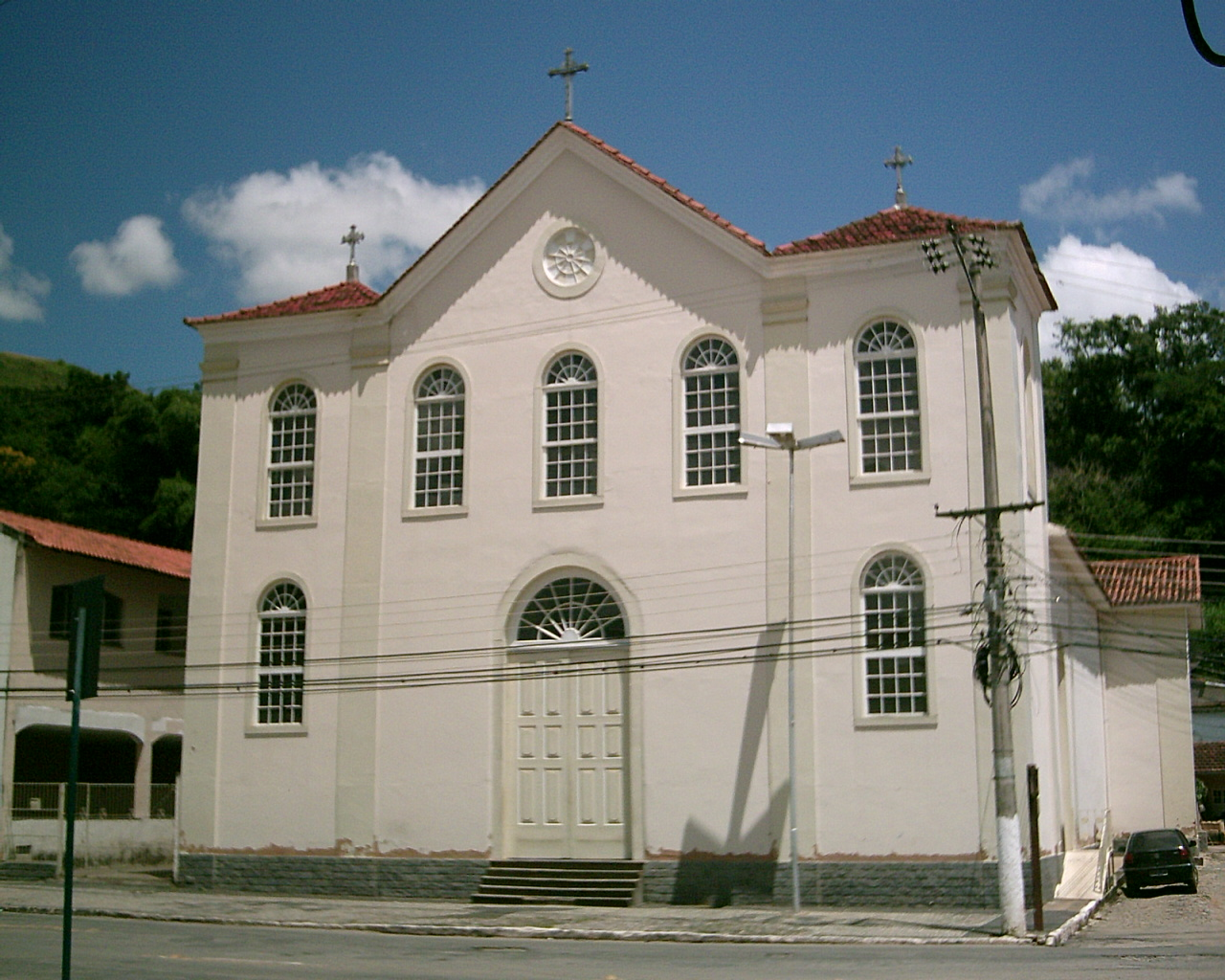
Igreja Matriz de Santo Antônio dos Pobres em Paraíba do Sul.
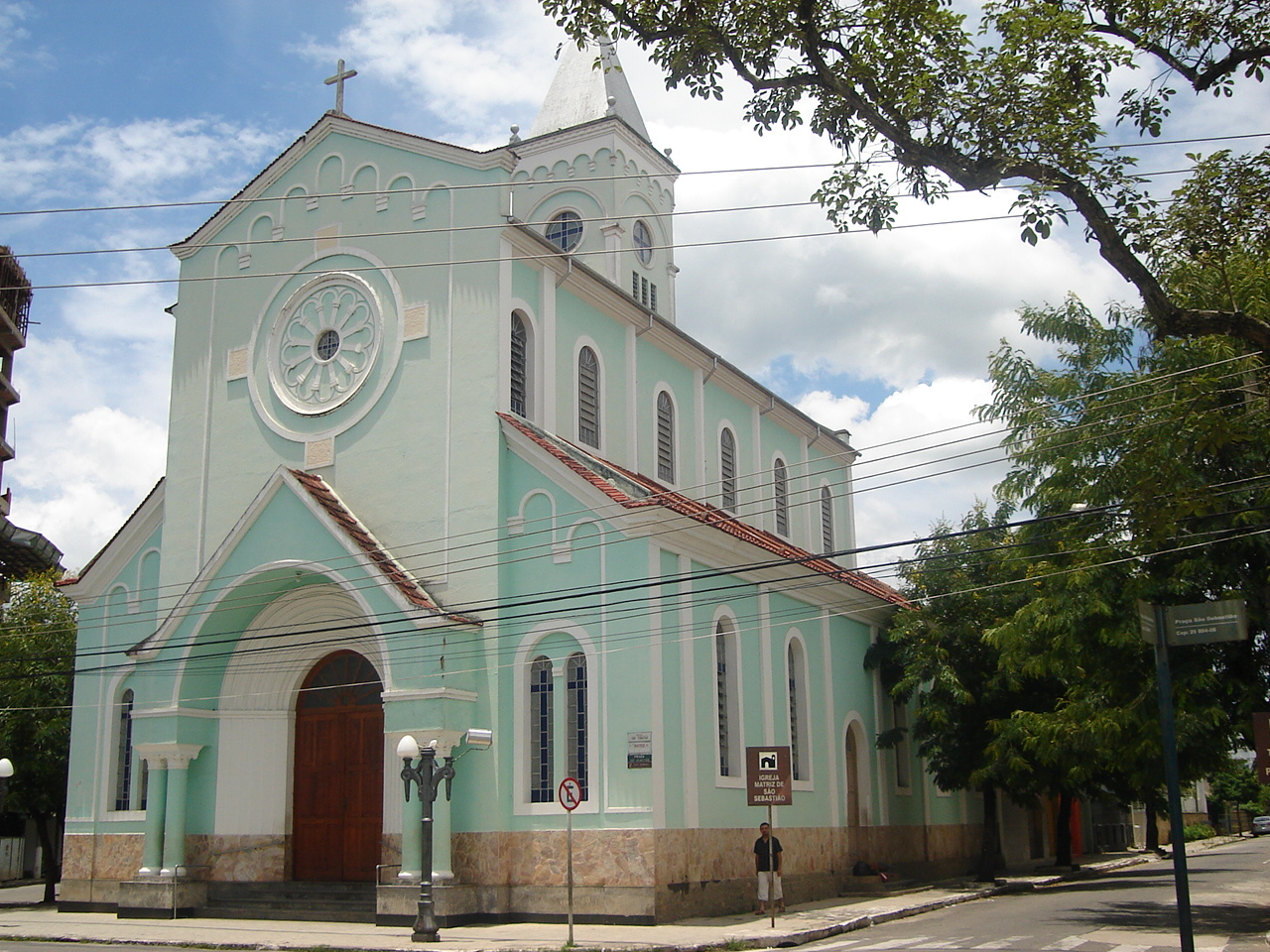
Igreja Matriz de São Sebastião emTrês Rios.